# Litas
Litas (Lt - Lietuvos litas) var den valuta som användes i Litauen tom 31 december 2014. Valutakoden var LTL. 1 Litas (pluralform litai, litų) = 100 centų (singularform centas).
Valutan infördes 1922 och ersatte den tidigare litauiska auksinas som infördes 1919. Valutan gällde fram till den  sovjetiska ockupationen 1940. Litas återinfördes i juni 1993 och ersatte den tillfälliga Talonas.
Valutan hade en bunden växelkurs from 2005 till euro genom ERM II. Litauens regering har siktat på att införa euron så snart som möjligt, men på grund av för hög inflation var det svårt för landet att uppfylla de nödvändiga konvergenskriterierna. From 1 januari 2015 är EUR officiell valuta i Litauen.

## Användning
Valutan gavs ut av Lietuvos Bankas - LB som grundades 1922 och var i arbete fram till 1940. LB nygrundades 1990 och har huvudkontor i Vilnius.

## Valörer
- mynt: 1 Litas och 2 och 5 Litai
- underenhet: 1, 2, 5, 10, 20 och 50 centas
- sedlar: 10, 20, 50, 100, 200 och 500 LTL